# Municipio de Framnas
El municipio de Framnas (en inglés: Framnas Township) es un municipio ubicado en el condado de Stevens en el estado estadounidense de Minnesota. En el año 2010 tenía una población de 305 habitantes y una densidad poblacional de 3,27 personas por km².

## Geografía
El municipio de Framnas se encuentra ubicado en las coordenadas 45°38′1″N 95°48′49″O / 45.63361, -95.81361. Según la Oficina del Censo de los Estados Unidos, el municipio tiene una superficie total de 93.37 km², de la cual 86,88 km² corresponden a tierra firme y (6,95 %) 6,49 km² es agua.

## Demografía
Según el censo de 2010, había 305 personas residiendo en el municipio de Framnas. La densidad de población era de 3,27 hab./km². De los 305 habitantes, el municipio de Framnas estaba compuesto por el 99,02 % blancos, el 0,33 % eran isleños del Pacífico, el 0,33 % eran de otras razas y el 0,33 % eran de una mezcla de razas. Del total de la población el 0 % eran hispanos o latinos de cualquier raza.